# Snakeville's New Waitress
Snakeville's New Waitress è un cortometraggio muto del 1914 diretto da Roy Clements.

## Trama
Dopo che Sophie è stata assunta come cameriera dall'albergo di Snakeville, il ristorante dove lavora assiste a un aumento improvviso di nuovi clienti maschi.

## Produzione
Il film fu prodotto dalla Essanay Film Manufacturing Company. Venne girato a Niles. Gilbert M. 'Broncho Billy' Anderson, fondatore della casa di produzione Essanay (che aveva la sua sede a Chicago), aveva individuato nella cittadina californiana di Niles il luogo ideale per trasferirvi una sede distaccata della casa madre. Niles diventò, così, il set dei numerosi western prodotti da Anderson.

## Distribuzione
Distribuito dalla General Film Company, il film - un cortometraggio di una bobina - uscì nelle sale cinematografiche USA il 16 luglio 1914.